# 12. Screen Actors Guild-gála
A 12. Screen Actors Guild-gála a 2005-ös év legjobb filmes és televíziós alakításait értékelte. A díjátadót 2006. január 29-én tartották a Los Angeles-i Shrine Auditoriumban. A ceremóniát a TNT és a TBS televízióadó közvetítette élőben, a jelöltek listáját pedig 2006. január 5-én jelentették be.

## Győztesek és jelöltek

### Film
| Legjobb férfi főszereplő | Legjobb férfi főszereplő | Legjobb női főszereplő     | Legjobb női főszereplő |
| --- | --- | -------------------------- | --- |
| | - Philip Seymour Hoffman – Capote (Truman Capote) - Russell Crowe – A remény bajnoka (James Braddock) - Heath Ledger – Brokeback Mountain – Túl a barátságon (Ennis Del Mar) - Joaquin Phoenix – A nyughatatlan (Johnny Cash) - David Strathairn – Jó estét, jó szerencsét! (Edward R. Murrow) |                            | - Reese Witherspoon – A nyughatatlan (June Carter Cash) - Judi Dench – Mrs. Henderson bemutatja (Laura Henderson) - Felicity Huffman – Transamerica (Sabrina "Bree" Osbourne) - Charlize Theron – Kőkemény Minnesota (Josey Aimes) - Csang Ce-ji – Egy gésa emlékiratai (Chiyo Sakamoto) |
| Legjobb férfi mellékszereplő | Legjobb férfi mellékszereplő | Legjobb női mellékszereplő | Legjobb női mellékszereplő |
| | - Paul Giamatti – A remény rabjai (Joe Gould) - Don Cheadle – Ütközések (Graham Walters) - George Clooney – Sziriána (Bob Barnes) - Matt Dillon – Ütközések (John Ryan) - Jake Gyllenhaal – Brokeback Mountain – Túl a barátságon (Jack Twist)                                                 |                            | - Rachel Weisz – Az elszánt diplomata (Tessa Quayle) - Amy Adams – Junebug (Ashley Johnsten) - Catherine Keener – Capote (Harper Lee) - Frances McDormand – Kőkemény Minnesota (Glory Dodge) - Michelle Williams – Brokeback Mountain – Túl a barátságon (Alma Beers Del Mar)            |
| Legjobb szereplőgárda (mozifilm) | |                            | |
| - Ütközések – Chris "Ludacris" Bridges, Sandra Bullock, Don Cheadle, Matt Dillon, Jennifer Esposito, William Fichtner, Brendan Fraser, Terrence Howard, Thandiwe Newton, Ryan Phillippe, Larenz Tate - Brokeback Mountain – Túl a barátságon – Linda Cardellini, Anna Faris, Jake Gyllenhaal, Anne Hathaway, Heath Ledger, Randy Quaid, Michelle Williams - Capote – Bob Balaban, Marshall Bell, Clifton Collins Jr., Chris Cooper, Bruce Greenwood, Philip Seymour Hoffman, Catherine Keener, Mark Pellegrino - Jó estét, jó szerencsét! – Rose Abdoo, Alex Borstein, Robert John Burke, Patricia Clarkson, George Clooney, Jeff Daniels, Reed Diamond, Tate Donovan, Robert Downey Jr., Grant Heslov, Peter Jacobson, Frank Langella, Tom McCarthy, Dianne Reeves, Matt Ross, David Strathairn, Ray Wise - Nyomulj és nyerj! – Anthony Anderson, Chris "Ludacris" Bridges, Isaac Hayes, Taraji P. Henson, Terrence Howard, Taryn Manning, Elise Neal, Paula Jai Parker, DJ Qualls | |                            | |

### Televízió
| Legjobb színész (minisorozat vagy tévéfilm) | Legjobb színész (minisorozat vagy tévéfilm) | Legjobb színésznő (minisorozat vagy tévéfilm) | Legjobb színésznő (minisorozat vagy tévéfilm) |
| --- | --- | --------------------------------------------- | --- |
| | - Paul Newman – A múlt fogságában (Max Roby) - Kenneth Branagh – Warm Springs (Franklin D. Roosevelt) - Ted Danson – Sakklépések (Richard Mason) - Ed Harris – A múlt fogságában (Miles Roby) - Christopher Plummer – Our Fathers (Bernard Francis Law) |                                               | - S. Epatha Merkerson – Lackawanna Blues (Rachel "Nanny" Crosby) - Tonantzin Carmelo – Into the West (Thunder Heart Woman) - Cynthia Nixon – Warm Springs (Eleanor Roosevelt) - Joanne Woodward – A múlt fogságában (Francine Whiting) - Robin Wright – A múlt fogságában (Grace Roby) |
| Legjobb színész (drámasorozat) | Legjobb színész (drámasorozat) | Legjobb színésznő (drámasorozat)              | Legjobb színésznő (drámasorozat) |
| | - Kiefer Sutherland – 24 (Jack Bauer) - Alan Alda – Az elnök emberei (Arnold Vinick) - Patrick Dempsey – A Grace klinika (Dr. Derek Shepherd) - Hugh Laurie – Doktor House (Dr. Gregory House) - Ian McShane – Deadwood (Al Swearengen)                 |                                               | - Sandra Oh – A Grace klinika (Cristina Yang) - Patricia Arquette – A médium (Allison DuBois) - Geena Davis – Az elnöknő (Mackenzie Allen) - Mariska Hargitay – Esküdt ellenségek: Különleges ügyosztály (Olivia Benson) - Kyra Sedgwick – A főnök (Brenda Leigh Johnson)              |
| Legjobb színész (vígjátéksorozat) | Legjobb színész (vígjátéksorozat) | Legjobb színésznő (vígjátéksorozat)           | Legjobb színésznő (vígjátéksorozat) |
| | - Sean Hayes – Will és Grace (Jack McFarland) - Larry David – Félig üres (Önmaga) - Jason Lee – A nevem Earl (Earl J. Hickey) - William Shatner – Boston Legal – Jogi játszmák (Denny Crane) - James Spader – Boston Legal – Jogi játszmák (Alan Shore) |                                               | - Felicity Huffman – Született feleségek (Lynette Scavo) - Candice Bergen – Boston Legal – Jogi játszmák (Shirley Schmidt) - Patricia Heaton – Szeretünk Raymond (Debra Barone) - Megan Mullally – Will és Grace (Karen Walker) - Mary-Louise Parker – Nancy ül a fűben (Nancy Botwin) |
| Legjobb szereplőgárda (drámasorozat) | |                                               | |
| - Lost – Eltűntek – Adewale Akinnuoye-Agbaje, Naveen Andrews, Emilie de Ravin, Matthew Fox, Jorge Garcia, Maggie Grace, Josh Holloway, Malcolm David Kelley, Daniel Dae Kim, Yunjin Kim, Evangeline Lilly, Dominic Monaghan, Terry O’Quinn, Harold Perrineau, Michelle Rodriguez, Ian Somerhalder, Cynthia Watros - A főnök – G. W. Bailey, Michael Paul Chan, Raymond Cruz, Tony Denison, Robert Gossett, Gina Ravera, Corey Reynolds, Kyra Sedgwick, J. K. Simmons, Jon Tenney - A Grace klinika – Justin Chambers, Patrick Dempsey, Katherine Heigl, T. R. Knight, Sandra Oh, James Pickens Jr., Ellen Pompeo, Kate Walsh, Isaiah Washington, Chandra Wilson - Sírhant művek – Lauren Ambrose, Joanna Cassidy, Frances Conroy, James Cromwell, Rachel Griffiths, Michael C. Hall, Tina Holmes, Peter Krause, Justina Machado, Freddy Rodriguez, Jeremy Sisto, Mathew St. Patrick - Az elnök emberei – Alan Alda, Kristin Chenoweth, Janeane Garofalo, Dulé Hill, Allison Janney, Joshua Malina, Mary McCormack, Janel Moloney, Teri Polo, Richard Schiff, Martin Sheen, Jimmy Smits, John Spencer, Bradley Whitford | |                                               | |
| Legjobb szereplőgárda (vígjátéksorozat) | |                                               | |
| - Született feleségek – Roger Bart, Andrea Bowen, Mehcad Brooks, Ricardo Antonio Chavira, Marcia Cross, Steven Culp, James Denton, Teri Hatcher, Felicity Huffman, Brent Kinsman, Shane Kinsman, Eva Longoria, Mark Moses, Doug Savant, Nicollette Sheridan, Brenda Strong, Alfre Woodard - Az ítélet: család – Will Arnett, Jason Bateman, Michael Cera, David Cross, Portia de Rossi, Tony Hale, Alia Shawkat, Jeffrey Tambor, Jessica Walter - Boston Legal – Jogi játszmák – Rene Auberjonois, Ryan Michelle Bathe, Candice Bergen, Julie Bowen, Justin Mentell, Rhona Mitra, Monica Potter, William Shatner, James Spader, Mark Valley - Félig üres – Shelley Berman, Larry David, Susie Essman, Jeff Garlin, Cheryl Hines, Richard Lewis - Szeretünk Raymond – Peter Boyle, Brad Garrett, Patricia Heaton, Monica Horan, Doris Roberts, Ray Romano, Madylin Sweeten - Will és Grace – Sean Hayes, Eric McCormack, Debra Messing, Megan Mullally | |                                               | |

### Screen Actors Guild-életműdíj
- James Garner

## In Memoriam
A gála "in memoriam" szegmense az alábbi, 2005-ben elhunyt személyekről emlékezett meg:
- Sandra Dee
- Eddie Albert
- Barbara Bel Geddes
- Bob Denver
- James Doohan
- Dana Elcar
- Wendie Jo Sperber
- J. D. Cannon
- Harold J. Stone
- Sheree North
- Don Adams
- Teresa Wright
- Lloyd Bochner
- Mason Adams
- Lane Smith
- Thurl Ravenscroft
- John Raitt
- Lou Rawls
- John Vernon
- Len Dressler
- John Fiedler
- Barney Martin
- Ruth Hussey
- Ford Rainey
- Brock Peters
- John Mills
- Frances Langford
- June Haver
- Dan O'Herlihy
- Geraldine Fitzgerald
- Anthony Franciosa
- Stephen Elliot
- Paul Winchell
- Frank Gorshin
- Shelley Winters
- Anne Bancroft
- Louis Nye
- Vincent Schiavelli
- John Spencer
- Pat Morita
- Richard Pryor

## Fordítás
- Ez a szócikk részben vagy egészben  a(z)   12th Screen Actors Guild Awards című angol Wikipédia-szócikk fordításán alapul.  Az eredeti cikk szerkesztőit annak laptörténete sorolja fel. Ez a jelzés csupán a megfogalmazás eredetét és a szerzői jogokat jelzi, nem szolgál a cikkben szereplő információk forrásmegjelöléseként.